# Autobio
Autobio est une série en deux tomes de bande dessinée de Cyril Pedrosa traitant de l'écologie sous forme humoristique.

## Synopsis
Le héros (caricature de l'auteur) est un Français moyen adepte de la vie saine et de l'écologie qui n'arrive pas à se comporter de façon aussi écologique qu'il le désirerait. Son entourage, ses enfants le lui font remarquer. Tout ceci est source de gags.

## Prix
Le premier tome a reçu le prix Tournesol 2009.

## Publications en français

### Dans des périodiques
- Fluide glacial
- La revue des Verts belges

### En albums
- Audie (collection « Fluide glacial ») :
  1. Autobio, avril 2008  (ISBN 978-2-8581-5855-3)
  2. Autobio tome 2, août 2009  (ISBN 978-2-85815-953-6)